# Persenet
| O1 · D21 | O34 · N35 · X1 |

| O1 · D21 | O34 · N35 · X1 |

Persenet byla egyptská královna ze 4. dynastie. Zápis jejího jména (pr-snt) je nejistý, protože jediný zápis jejího jména se dochoval v poničeném stavu.
Možná byla dcerou krále Chufua a manželkou krále Rachefa. Je známa ze své hrobky v Gíze (G 8156).

## Život

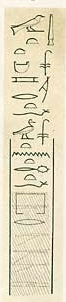
Zápis z její hrobky - jméno je poničené

Pozice její hrobky naznačuje, že mohla být manželkou krále Rachefa a Chufuovou dcerou. Persenet mohla být matkou vezíra Nikaure.

## Hrobka
Její hrobka v Gíze je v Lepsiusově číslování označena LG 88. Jinak je také číslována jako G 8156. Hrobka se nachází v Centrálním poli v Gíze.
Tato mastaba také sousedí s Nikaureovou hrobkou a pravděpodobně byla postavena ve stejnou dobu.